# USS Brister (DE-327)
USS Brister (DE-327/DER-327) là một tàu hộ tống khu trục lớp Edsall từng phục vụ cùng Hải quân Hoa Kỳ trong Chiến tranh Thế giới thứ hai. Nó là chiếc tàu chiến duy nhất của Hải quân Hoa Kỳ được đặt cái tên này, theo tên Thiếu úy Hải quân Robert E. Brister (1920-1942), người từng phục vụ trên tàu tuần tra USS Cythera và được ghi nhận mất tích trong chiến đấu vào ngày 2 tháng 5, 1942, khi chiếc Cythera trúng ngư lôi từ tàu ngầm U-402 và đắm ngoài khơi bờ biển Bắc Carolina. Nó đã phục vụ cho đến khi chiến tranh kết thúc, xuất biên chế năm 1946. Nó được xếp lại lớp như một tàu hộ tống khu trục cột mốc radar DER-327 để tiếp phục vụ từ năm 1956 đến năm 1968, và đã từng tham gia cuộc Chiến tranh Việt Nam. Con tàu cuối cùng bị bán để tháo dỡ vào năm 1971. Brister được tặng thưởng năm Ngôi sao Chiến trận do thành tích phục vụ tại Việt Nam.

## Thiết kế và chế tạo
Lớp Edsall có thiết kế hầu như tương tự với lớp Cannon dẫn trước; khác biệt chủ yếu là ở hệ thống động lực Kiểu FMR do được trang bị động cơ diesel Fairbanks-Morse dẫn động qua hộp số giảm tốc đến trục chân vịt. Đây là cấu hình động cơ được áp dụng rộng rãi trên tàu ngầm, được chứng tỏ là có độ tin cậy cao hơn so với lớp Cannon.
Vũ khí trang bị bao gồm ba pháo 3 in (76 mm)/50 cal trên tháp pháo nòng đơn có thể đối hạm hoặc phòng không, một khẩu đội pháo phòng không Bofors 40 mm nòng đôi và tám pháo phòng không Oerlikon 20 mm. Vũ khí chống ngầm bao gồm một dàn súng cối chống tàu ngầm Hedgehog Mk. 10 (có 24 nòng và mang theo 144 quả đạn); hai đường ray Mk. 9 và tám máy phóng K3 Mk. 6 để thả mìn sâu. Con tàu vẫn giữ lại ba ống phóng ngư lôi Mark 15 21 inch (533 mm), và được trang bị radar SC dò tìm không trung và mặt biển. Thủy thủ đoàn đầy đủ bao gồm 186 sĩ quan và thủy thủ.
Brister được đặt lườn tại xưởng tàu của hãng Consolidated Steel Corporation ở Orange, Texas vào ngày 14 tháng 6, 1943. Nó được hạ thủy vào ngày 24 tháng 8, 1943, được đỡ đầu bởi Blanche Brister, mẹ của Thiếu úy Brister, và nhập biên chế cùng Hải quân Hoa Kỳ vào ngày 30 tháng 11, 1943 dưới quyền chỉ huy của Hạm trưởng, Thiếu tá Hải quân Lawton Hamlin Crosby.

## Lịch sử hoạt động

### 1944 - 1946
Trong giai đoạn từ tháng 6, 1944 đến tháng 6, 1945, Brister đã thực hiện hai chuyến hộ tống vận tải vượt Đại Tây Dương sang các cảng Ý cùng bốn chuyến khác đến quần đảo Anh. Sau khi chiến tranh kết thúc tại Châu Âu, con tàu chuẩn bị để được điều động sang khu vực Mặt trận Thái Bình Dương. Nó rời New York vào ngày 8 tháng 6, 1945 và đi đến San Diego, California vào ngày 3 tháng 7 trước khi tiếp tục hành trình đi đến quần đảo Hawaii.
Sau khi Nhật Bản chấp nhận đầu hàng vào ngày 15 tháng 8, giúp chấm dứt vĩnh viễn cuộc xung đột, Brister rời Trân Châu Cảng vào tháng 8 để hướng sang Viễn Đông. Nó phục vụ tuần tra trong biển Hoa Đông để hỗ trợ cho hoạt động chiếm đóng Nhật Bản và Triều Tiên cho đến tháng 4, 1946. Con tàu khởi hành từ Singapore vào ngày 8 tháng 4 cho hành trình quay trở về Hoa Kỳ, đi ngang qua Ấn Độ Dương, kênh đào Suez và Địa Trung Hải trước khi về đến Charleston, South Carolina vào ngày 30 tháng 5. Nó được đại tu tại để chuẩn bị ngừng hoạt động, rồi được chuyển đến Green Cove Springs, Florida và được cho xuất biên chế tại đây vào ngày 4 tháng 10, 1946, được đưa về Hạm đội Dự bị Đại Tây Dương.

### 1956 - 1968
Được xếp lại lớp như một tàu hộ tống khu trục cột mốc radar vào ngày 21 tháng 10, 1955, Brister mang ký hiệu lườn mới DER-327. Sau khi được cải biến và hiện đại hóa tại Xưởng hải quân Charleston, nó được cho tái biên chế trở lại vào ngày 21 tháng 7, 1956  dưới quyền chỉ huy của Hạm trưởng, Thiếu tá Hải quân Joseph John Cote. Con tàu trình diện để phục vụ cùng Tư lệnh Hạm đội Đại Tây Dương.
Brister từng được phái sang Viễn Đông để tham gia vào cuộc Chiến tranh Việt Nam. Tại vùng biển ngoài khơi Việt Nam trong khuôn khổ Chiến dịch Market Time, nó đã giúp đỡ cho các tàu cutter tuần tra USCGC Point Grey (WPB-82324) và USCGC Point Cypress (WPB-82326) của lực lượng Tuần duyên trong hoạt động tiêu diệt tàu thuyền của phía Bắc Việt Nam vận chuyển vũ khí và đạn dược xâm nhập vào Nam Việt Nam.
Brister được cho xuất biên chế lần sau cùng vào ngày 21 tháng 9, 1968, rồi rút tên khỏi danh sách Đăng bạ Hải quân hai ngày sau đó. Con tàu được bán cho hãng Chi Shun Hua Steel Co. tại Cao Hùng, Đài Loan để tháo dỡ vào ngày 3 tháng 11, 1971.

## Phần thưởng
Brister được tặng thưởng một Ngôi sao Chiến trận do thành tích phục vụ trong Chiến tranh Việt Nam.
|             |             |  |
|             |             |  |
|             |             |  |
| Bronze star | Silver star |  |

| Dãi băng Hoạt động Tác chiến                                        | Đơn vị Tuyên dương Hải quân                            | Huân chương Phục vụ Trung Hoa                       |
| Huân chương Chiến dịch Hoa Kỳ                                       | Huân chương Chiến dịch Châu Á-Thái Bình Dương          | Huân chương Chiến dịch Châu Âu-Châu Phi-Trung Đông  |
| Huân chương Chiến thắng Thế Chiến II                                | Huân chương Phục vụ Chiếm đóng Hải quân                | Huân chương Phục vụ Phòng vệ Quốc gia               |
| Huân chương Viễn chinh Lực lượng Vũ trang với 1 Ngôi sao Chiến trận | Huân chương Phục vụ Việt Nam với 5 Ngôi sao Chiến trận | Huân chương Chiến dịch Bội Tinh (Việt Nam Cộng Hòa) |